# Attigliano
Attigliano är en ort och kommun i provinsen Terni i regionen Umbrien i Italien. Kommunen hade 1 978 invånare (2018).